# Vlaanderen van A tot Z

Locatie van Vlaanderen

## A
Abdij van Averbode -
Abdij van Herkenrode -
Abdij van 't Park -
Koning Albert II van België -
Albertkanaal -
Alden Biesen -
Antwerpen (provincie) -
Antwerpen (stad) -
Ardooie -
Arrondissement Brugge -
Arrondissement Gent

## B
Ignace Baert -
Beringen -
Bierbeek -
Bisdom Antwerpen -
Bisdom Brugge -
Bisdom Gent -
Bokrijk -
Roger Boone -
Tom Boonen -
Geert Bourgeois -
Boudewijnkanaal -
Brugge -
Brussel -
Bart De Wever

## C
Canon van Vlaanderen -
Kim Clijsters -
Cockerill Yards -
Roger Cockx -
Hendrik Conscience -
Carausius

## D
Demer -
Dender -
Patrick Dewael -
Dijle -
Directeur-Generaal Willemspark -
Dommel -
Vera Dua -
Dudzele -
Duinbergen -
Durme

## E
Eburonen -
Economisch Netwerk Albertkanaal -
Ereteken van de Vlaamse Gemeenschap -
Esperantohuis Antwerpen -
Extreme punten in Vlaanderen

## F
Faciliteitengemeente -
Faculteit voor Vergelijkende Godsdienstwetenschappen -
Feestdag van Vlaanderen -
Frans-Vlaanderen

## G
Gaston Geens -
Gent -
Geschiedenis van Hoboken -
Geschiedenis van Vlaanderen -
Gete -
Graaf van Vlaanderen -
Graafschap Loon -
Graafschap Vlaanderen -
Raymond van het Groenewoud

## H
Haspengouw -
Harelbeke - 
Hasselt -
Haven van Brugge-Zeebrugge -
Heist -
Herald of Free Enterprise -
Hertogdom Brabant -
Hessenhuis

## I
Ieper -
IJzer -
Izegem

## J
Jeker

## K
Kasteel van Heks -
Katholieke Universiteit Leuven -
Kempen -
Knokke -
Knokke-Heist -
Koninklijk Museum voor Schone Kunsten -
KSJ-KSA-VKSJ

## L
De Lage Landen -
De leeuw van Vlaanderen -
Leie -
Yves Leterme -
Leuven -
Lijst van Intercitystations in Vlaanderen -
Lijst van kerken in Antwerpen (stad) -
Lijst van Vlaamse artiesten -
Lijst van Vlaamse bands naar genre -
Lijst van Vlaamse gemeenten -
Lijst van Vlaamse politieke partijen -
Lijst van Vlaamse provincies -
Limburg -
Lissewege

## M
Maagdenhuis -
Manneken Pis van Brussel -
Mechelen -
Menapiërs -
Eddy Merckx -
Museum aan de Stroom (MAS) -
Museum van Hedendaagse Kunst Antwerpen

## N
Nederlands -
Natuurpunt -
Nete -
Nieuw-Vlaamse Alliantie -
Nationale parken in Vlaanderen

## O
Olympisch Stadion -
Oost-Vlaanderen

## P
Kris Peeters -
Jean-Marie Pfaff -
Plantin-Moretusmuseum -
Anne Provoost

## R
Radio Magdalena -
Ramskapelle -
Rijsel -
Peter Paul Rubens -
Rubenshuis -
RUCA -
Rupel

## S
Schelde -
Andy Sierens -
Sincfala -
Sint-Niklaas -
Sint-Pieters-op-den-Dijk -
Sint-Romboutskathedraal -
Sint-Truiden -
Bart Somers -
Station Antwerpen-Centraal -
Suske en Wiske

## T
Taalgrens -
Taalunie -
Turnhout

## U
Ufsia -
Universiteit Antwerpen

## V
Luc Van den Brande -
Verkavelingsvlaams -
Verkiezingen in Vlaanderen -
Vilvoorde -
Vlaams -
Vlaams Belang -
Vlaams bier -
Vlaams Blok -
Vlaams-Brabant -
Vlaams Gewest -
Vlaams Parlement -
Vlaams Tram- en Autobusmuseum -
Vlaamse Ardennen -
Vlaamse Beweging -
Vlaamse Esperantobond -
Vlaamse Gemeenschap -
De Vlaamse Leeuw -
Vlaamse literatuur -
Vlaamse overheid -
Vlaamse Primitieven -
Vlaamse regering -
Vlaamse regio's -
Vlaamse vlaggen -
Vlaanderen -
Vlaanders -
Vleeshuis -
Voeren -
Voka -
Vrijdagmarkt in Gent -
Verdwenen dorpen in Vlaanderen -
Volksmuziek in Vlaanderen  -
Het verhaal van Vlaanderen  -
Vlaamse identiteit

## W
Wafelijzerpolitiek -
West-Vlaanderen -
Westkapelle

## Z
Zavel in Brussel -
Zeebrugge -
Zuid-Vlaanderen -
Zwin